# Долгов, Андрей Сергеевич
Андрей Сергеевич Долгов (род. 2 января 1975) — российский хоккеист, нападающий, тренер.

## Биография
Воспитанник новокузнецкого хоккея. Выступал за команды «Металлург» Новокузнецк (1991/92 — 2992/93, 1995/96), «Шахтёр» Прокопьевск (1992/93), ЦСКА (1993/94, 1994/95, 1997/98), «Химик» Воскресенск (1994/95), «Металлург-2» Новокузнецк (1995/96), «Северсталь» (1995/96), «Молот» и «Молот-2» (1996/97), «Витязь» Подольск (1998/99), МГУ (1999/2000), польские «Санок» (1999/2000) и «Катовице» (2000/01), «Капитан» Ступино (2001/02 — 2002/03, 2007/08), белорусские «Керамин» Минск (2003/04), «Неман» Гродно (2003/04 — 2004/05), «Химволокно» Могилёв (2005/06), «Брест» (2006/07), за «Титан» Клин (2004/05 — 2005/06).
Окончил МГАФК (2000).
С 2009 года — тренер в московкой хоккейной школе «Северная звезда».